# Grand Theft Auto: The Trilogy — The Definitive Edition
Grand Theft Auto: The Trilogy — The Definitive Edition јесте колекција која представља ремастер трију акционо-авантуристичких видео-игара из серијала Grand Theft Auto: Grand Theft Auto III (2001), Grand Theft Auto: Vice City (2002) и Grand Theft Auto: San Andreas (2004). Игру је развио студио Grove Street Games а издавач је Rockstar Games. Игра је доступна за , Nintendo Switch, PlayStation 4, PlayStation 5,  и Xbox Series X/S од 11. новембра 2021. године, а током 2022. моћи ће се играти и преко Android-а и iOS-а.